# Rumanowe Siodełko
Rumanowe Siodełko – przełączka w lewym filarze Rumanowego Szczytu w Dolinie Kaczej w słowackich Tatrach Wysokich. Znajduje się pomiędzy jego szczytem a Rumanową Turniczką. Górna część tego filara na przełączkę opada pionowym uskokiem. Po prawej stronie (patrząc od dołu) Rumanowego Siodełka znajduje się Rumanowe Koryto, po lewej Żłobiste Koryto. Możliwe jest przejście między nimi przez Rumanowe Siodełko. Na prawo, do kociołka z Rumanowego Siodełka opada głęboki komin, w górnej części zakończony olbrzymią nyżą z zaklinowanym olbrzymim głazem. Na głazie tym spoczywają mniejsze głazy a pomiędzy nimi jest okno skalne o wymiarach około 6 × 6 m. Kilkanaście metrów poniżej niży jest łatwy do przejścia most skalny. Do Żłobistego Koryta można przejść podchodząc 25 m w górę skalnymi płytami na trawiastą płaśń, następnie płytowym zachodem na Wyżni Rumanowy Przechód.
Znajomość topografii Rumanowego Siodełka ma znaczenie przy wycofywaniu się spod trudnych do przejścia ścian szczytowej bryły Rumanowego Szczytu. Wiedza o tym siodełku uratowałaby w 1947 r. od śmierci Andrzeja Nunberga i Jerzego Woźniaka i uchroniła w 1937 r. zespół R. Hale, W.H. Paryskiego i L. Januszewicza od trzydniowego błądzenia we mgle i deszczu.
Nazwę przełączki utworzył Władysław Cywiński w 2011 r.

## Drogi wspinaczkowe
1. Lewym filarem północno-wschodniej ściany. O drodze tej W. Cywiński pisał: droga bardzo piękna, eksponowana; skała mocna oprócz samego początku. IV w skali tatrzańskiej, czas przejścia 4–7 godz.
2. Wielki trawers wielkiej trójki (z Galerii Gankowej na Niżnią Złobistą Przełączkę); II, 4 godz.
3. Droga Orolina (prawą boczną ścianą lewego filara); V, A1[1]